# Proclamazione del Regno d'Italia
La proclamazione del Regno d'Italia fu l'atto che sancì formalmente la nascita dello Stato italiano unitario, istituendo il Regno d'Italia.
Avvenne con la promulgazione della legge 17 marzo 1861, n. 4671, con la quale Vittorio Emanuele II di Savoia, già monarca del Regno di Sardegna, assunse per sé e per i suoi successori il titolo di Re d'Italia. Con la legge 5 maggio 1861, n. 7, fu istituito l'anniversario dell'Unità d'Italia, festa nazionale, con ricorrenza la prima domenica di giugno di ogni anno.

## Storia

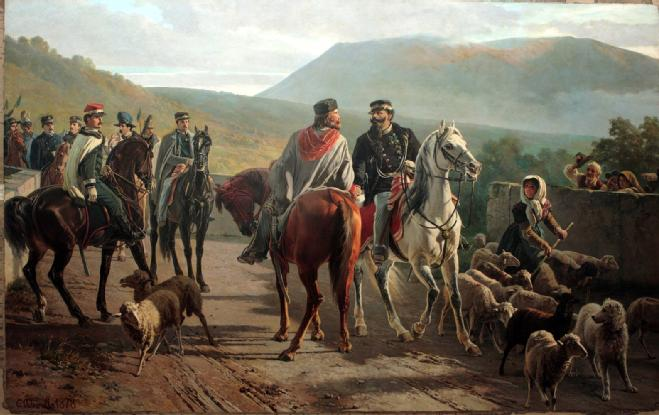
L'incontro di Teano tra il re Vittorio Emanuele II e il condottiero Giuseppe Garibaldi (dipinto di Carlo Ademollo)

In seguito alla seconda guerra d'indipendenza e alla spedizione dei Mille guidata da Giuseppe Garibaldi, nel biennio 1859-60 l'obiettivo dell'unità d'Italia era stato in gran parte raggiunto, con le sole eccezioni del Triveneto e del Lazio. 
L'incontro di Teano tra Garibaldi e il re Vittorio Emanuele II assunse il significato simbolico dell'unificazione, con la consegna alla Casa Savoia della sovranità sull'ex Regno delle Due Sicilie e pertanto sull'intera penisola italiana.
L'annessione al Regno di Sardegna delle varie province era stata sancita da una serie di plebisciti.
Il 3 novembre 1860 in piazza Regia (in seguito piazza del Plebiscito) il presidente della Corte suprema di giustizia di Napoli, Vincenzo Niutta, proclamò il risultato del plebiscito che sancì l'annessione delle province napoletane del Regno delle Due Sicilie al Regno di Sardegna: «Proclamo che il popolo delle province meridionali d'Italia vuole l'Italia una ed indivisibile con Vittorio Emanuele, Re costituzionale e suoi legittimi discendenti». Il 4 novembre lo stesso fece il presidente della Corte suprema di giustizia siciliana, Pasquale Calvi. Le annessioni furono formalizzate con regi decreti 17 dicembre 1860, n. 4498 («Le province napoletane fanno parte dello Stato Italiano») e 4499 («Le province siciliane fanno parte del Stato Italiano»).

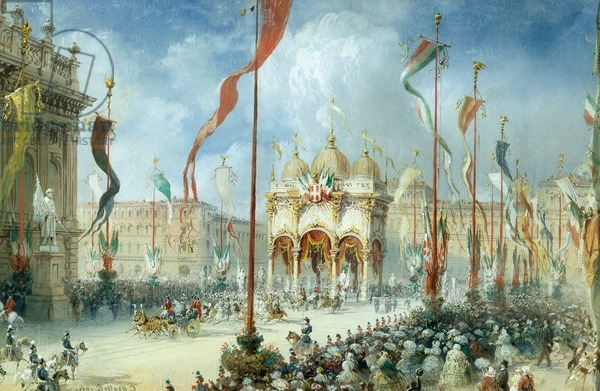
Carlo Bossoli: Il corteo reale all'apertura del Parlamento del Regno d'Italia

Il 18 febbraio 1861 si riunì a Torino, presso Palazzo Carignano, già sede del Parlamento Subalpino, il nuovo Parlamento nazionale determinato dalle elezioni del 27 gennaio, che già si definiva Italiano, pur numerandosi come VIII legislatura, continuando così la numerazione delle legislature del Regno di Sardegna. La Camera dei deputati comprendeva anche parlamentari eletti nelle "nuove province", mentre il Senato, non eletto ma di nomina regia, era stato integrato con nomine di senatori provenienti dalle altre province d'Italia.
L'apertura della nuova legislatura avvenne con il discorso della Corona pronunciato dal Re.

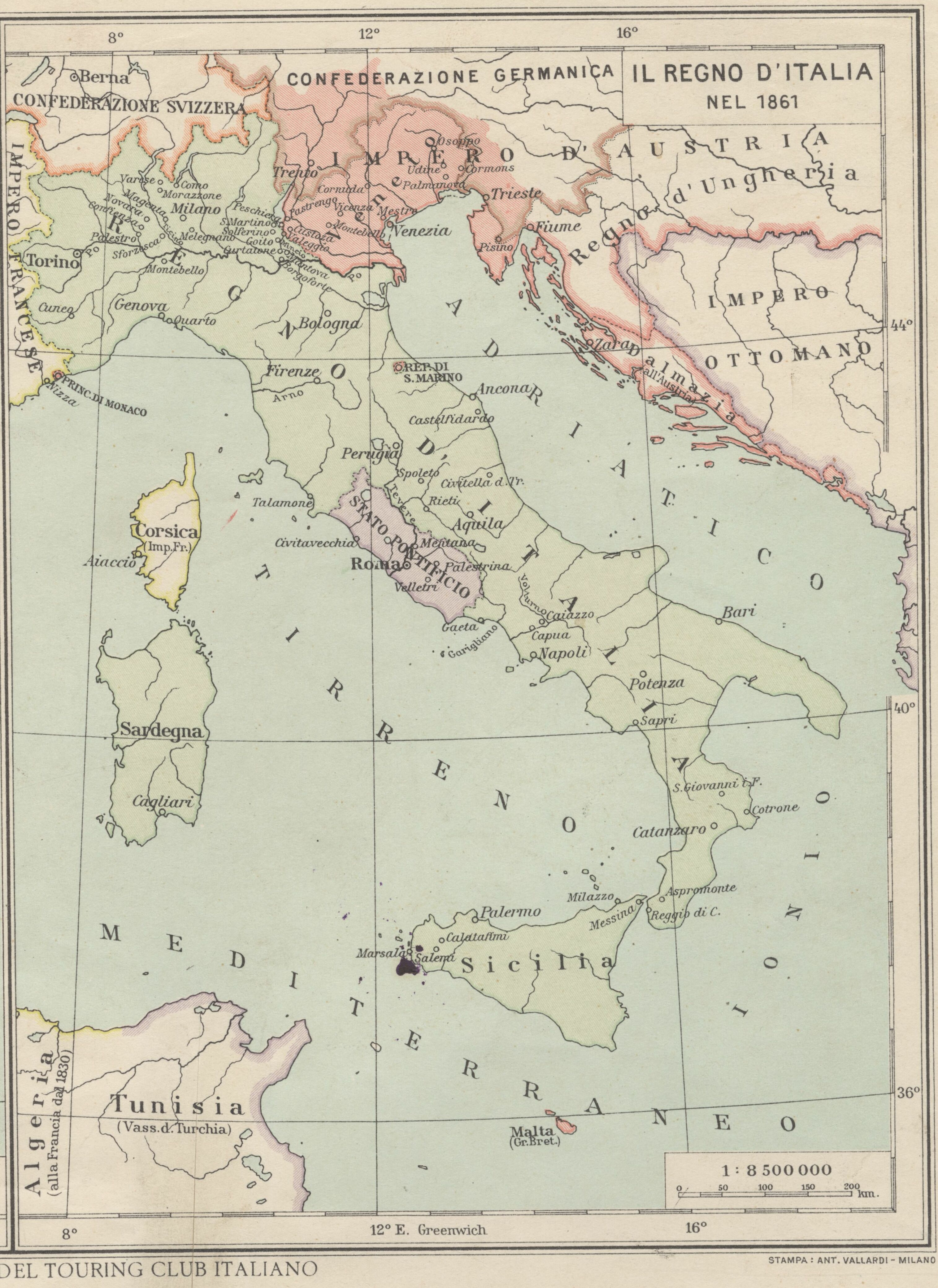
Mappa del Regno d'Italia nel 1861 (Touring Club Italiano, 1928-1940)

Nella risposta al discorso del re, votata il 26 febbraio, il Senato parlò esplicitamente di nuovo regno. Anche la Camera, nel discorso di risposta, redatto dall'onorevole Giuseppe Ferrari e datato 13 marzo 1861, dichiarava che:
Subito dopo l'inizio della legislatura, in data 21 febbraio, il Presidente del Consiglio Camillo Benso, conte di Cavour presentò al Senato un progetto di legge, composto da un solo articolo, per ufficializzare la nuova denominazione del Re, divenuto poi norma il 17 marzo 1861, con la pubblicazione, il giorno successivo, nella Gazzetta ufficiale del Regno d'Italia n. 68.

Il 17 marzo Cavour scriveva al reggente della legazione italiana a Londra: 
Il 17 marzo è ricordato annualmente dall'anniversario dell'Unità d'Italia, festa nazionale istituita nel 1911 in occasione del cinquantenario della ricorrenza.

## Analisi del decreto del 1861
Il regio decreto recitava:
Articolo unico. Il Re Vittorio Emanuele II assume per sé e suoi successori il titolo di Re d'Italia.»
Nella Relazione, Cavour ricordava che:
Nel testo approvato dal Senato compare tuttavia anche un secondo articolo sulla questione dell'intestazione degli atti legislativi. Si stabiliva dunque che:
(Il nome del Re)
Per Provvidenza divina, per voto della Nazione
RE D'ITALIA.»
Da notare che il numerale di Vittorio Emanuele di Savoia continuava a essere "secondo", e non "primo", come segno della continuità della dinastia di casa Savoia che aveva realizzato l'unificazione italiana e della continuità del sistema costituzionale.